# Alexander Arnot

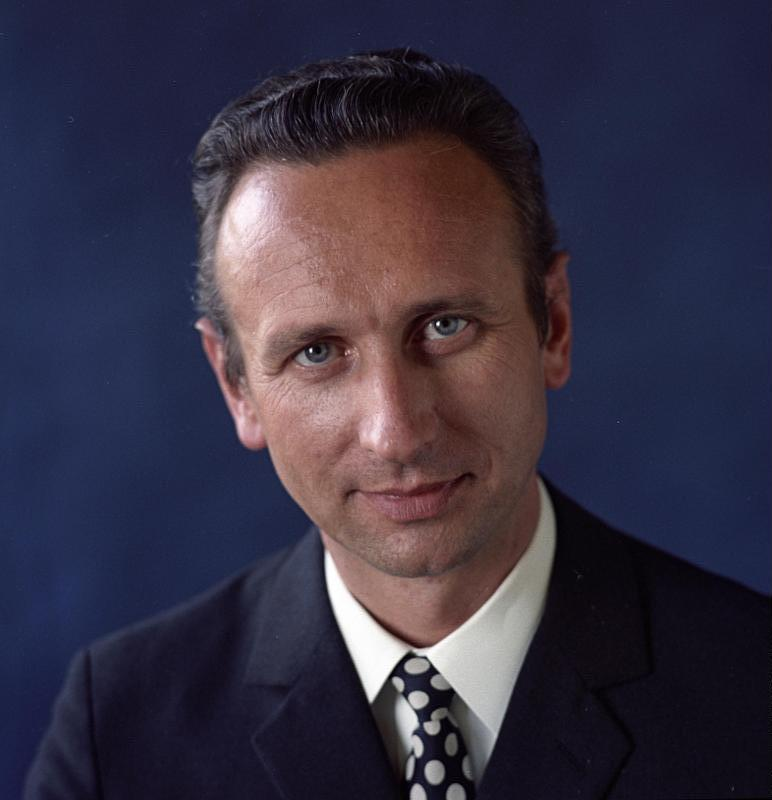
Alexander Arnot (1970)

Alexander Armand Arnot (* 4. Januar 1931 in Freiburg im Breisgau; † 15. August 2023 in Berlin) war ein deutscher Diplomat, der von 1970 bis 1973 Botschafter in Niger, zwischen 1989 und 1993 in Ungarn sowie von 1993 bis 1996 in der Ukraine war.

## Leben
Nach dem Abitur studierte Arnot Rechtswissenschaften an der Universität Hamburg, der Albert-Ludwigs-Universität Freiburg sowie der Ruprecht-Karls-Universität Heidelberg und legte 1959 sein Zweites Staatsexamen ab. Im Anschluss trat er 1960 in den auswärtigen Dienst und fand nach Abschluss der Laufbahnprüfung 1962 Verwendung an der Botschaft in Benin. Im Mai 1966 legte er seine Promotion zum Dr. jur. an der Universität Hamburg mit einer Dissertation zum Thema Widerstandsrecht : Bemerkungen zu den gegenwärtigen Auffassungen in der Bundesrepublik Deutschland  ab.
1967 wurde er Mitarbeiter in der Zentrale des Auswärtigen Amtes in Bonn als Legationsrat Erster Klasse und Referent für die NATO, WEU, militärische Angelegenheiten und Verteidigung, ehe er 1970 zum Botschafter in Niger ernannt wurde und dieses Amt bis zu seiner Ablösung durch Günter Joetze 1973 bekleidete. Im Anschluss kehrte er ins Auswärtige Amt zurück und wurde dann 1975 Botschaftsrat Erster Klasse an der Botschaft in der Sowjetunion. Die folgenden Jahre verbrachte er an dieser Botschaft und war schließlich zwischen 1984 und 1989 Ständiger Vertreter des Botschafters in Moskau.

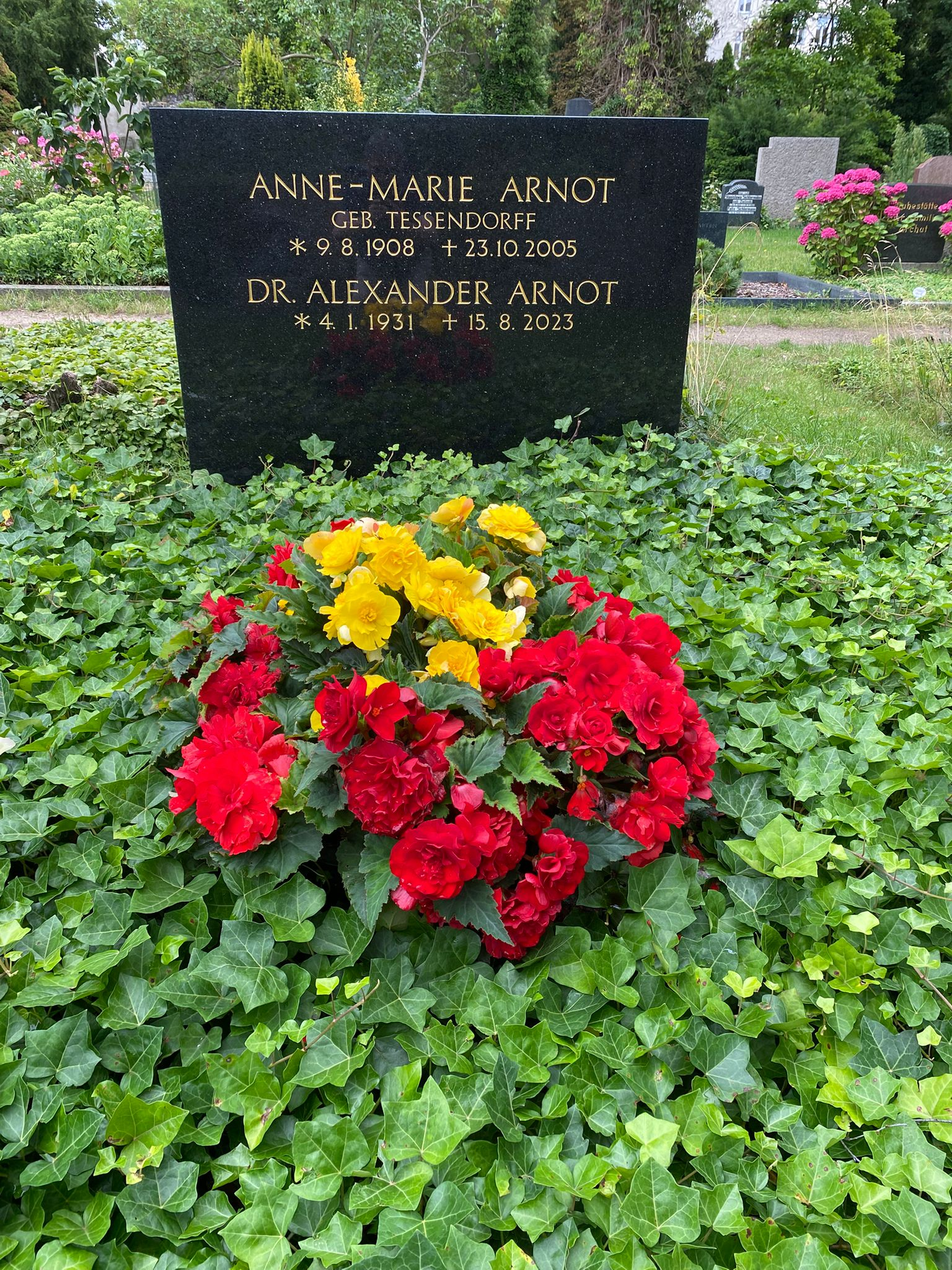
Grabstätte auf dem Dorotheenstädtischen Friedhof

1989 wurde er zum Botschafter in Ungarn berufen und dort Nachfolger von Hans Alfred Steger, der in den Ruhestand trat. Während seiner dortigen bis 1993 dauernden Tätigkeit wurde Arnot Augen- und Zeitzeuge des Zusammenbruch des Kommunismus und der anschließenden Wende in Ungarn.
Zuletzt war Alexander Arnot von 1993 bis zu seinem Eintritt in den Ruhestand 1996 Botschafter in der Ukraine und dort Nachfolger von Hennecke Graf von Bassewitz. Dabei spielte in diesen Jahren auch die Frage der Beurteilung der Einwanderung jüdischer Kontingentflüchtlinge in die Bundesrepublik eine Rolle. Hierzu führte er in einem Schreiben an den bayerischen CSU-Landtagsabgeordneten Günter Gabsteiger aus:
„Nur in seltenen Fällen erklären jüdische Antragsteller, dass sie zum jüdischen Glauben eine engere Beziehung haben. In den meisten wird offen zugestanden, dass man nach Deutschland und nicht nach Israel auswandern möchte, weil …. die wirtschaftlichen Bedingungen in Deutschland wesentlich besser sind. Höchstens 40 Prozent der aufgenommenen Personen können formal als Juden angesehen werden.“
Während seiner dortigen Dienstzeit geriet er auch in die Kritik, da er trotz Sparmaßnahmen eine „angemessene“ Residenz in Form einer Villa anstatt einer 400 Quadratmeter großen Etagenwohnung forderte. Sein Nachfolger wurde 1996 der bisherige Botschafter in der Schweiz Eberhard Heyken. Nach seinem Eintritt in den Ruhestand engagierte sich Arnot im Domkirchenkollegium des Berliner Doms.
Alexander Arnot wurde auf dem Dorotheenstädtischen Friedhof beigesetzt.

## Veröffentlichungen
- Widerstandsrecht : Bemerkungen zu den gegenwärtigen Auffassungen in der Bundesrepublik Deutschland , Hamburg 1966
- Das Statut für das Dom-Kirchen-Collegium zu Berlin von 1812 und die ihm folgenden Domordnungen [Festschrift zur 200-Jahr-Feier der Errichtung des Domkirchenkollegiums]. Berlin 2012 (offenbar nur im Domarchiv vorhanden)